# A Device
La A Device è un'onorificenza delle forze armate statunitensi, presentate come allegato della American Defense Service Medal e della Air Force Overseas Service Ribbon. La sua forma è quella di una lettera A in bronzo.

## Atlantic Device nella seconda guerra mondiale
L'American Defense Service Medal fu la prima decorazione ad utilizzare la A Device ed il premio era in origine noto come "Atlantic Device" e come "Axis Device". La A Device fu conferita ad ogni membro della United States Navy che, schierato nell'oceano Atlantico fra il 22 giugno ed il 7 dicembre 1941, fosse rimasto coinvolto in uno scontro armato (vero o potenziale) con forze navali della Kriegsmarine tedesca. Questi furono insigniti della American Defense Service Medal con una A Device, con l'intento di riconoscere coloro che avevano partecipato alla "guerra non dichiarata" quando gli Stati Uniti d'America stavano assistendo la Gran Bretagna con convogli di guerra e l'interdizione degli U-Boote tedeschi durante la prima fase della battaglia dell'Atlantico.

## USAF Arctic Device
La A Device divenne obsoleta dopo la seconda guerra mondiale e scomparve fino al 2002, quando la United States Air Force dichiarò che sarebbe stata attribuita a coloro che avessero ricevuto la Air Force Overseas Short Tour Service Ribbon' per operazioni in zone artiche come il nord della Groenlandia e parte dell'Alaska.
Oggi la A Device è conosciuta anche come "Artic Device" ed è assegnata come allegato della Air Force Overseas Short Tour Service Ribbon. Non è disponibile per le decorazioni degli altri soldati.
C'è, comunque, una differenza grafica tra i due riconoscimenti: nell'Atlantic Device (quello che veniva assegnato in origine) la A non ha i "piedi", in stile sans-serif, mentre l'Artic Device (quello assegnato dal 2002 in poi), la A ha i "piedi".